# Académie de Marseille
Ne doit pas être confondu avec Académie d'Aix-Marseille.
L'académie des sciences, lettres et arts de Marseille est une société savante marseillaise. Elle fut créée en 1726 et réunit des personnalités provenant des arts, des lettres et des sciences de Marseille.

## Histoire
En 1715, deux Marseillais, l'avocat Antoine Moulat et l'homme de lettres Jean de Laroque, voulurent créer, avec le commissaire de la marine Jean-Pierre Rigord, une académie comme il en existait déjà dans plusieurs villes voisines comme Nîmes ou Arles. Certains, comme Jean-Pierre Rigord ou Jean-André Peyssonnel, désiraient que cette future société savante se consacre aux sciences tandis qu'un objectif littéraire était préféré par d'autres tels que Paul Augustin de Porrade et Chalamont de La Visclède. Ces derniers obtiennent gain de cause car ils ont l'appui du duc de Villars, gouverneur de Provence : l'académie des belles-lettres de Marseille est créée par lettres patentes de Louis XV d'août 1726 qui précisent notamment que le nombre d'académiciens serait limité à vingt. Les statuts primitifs précisaient par ailleurs dans son article deux que l'Académie sera composée de vingt personnes domiciliées dans Marseille. Or le nombre d'académiciens fondateurs s'élevait en fait à vingt et un. Cette différence s'explique ainsi : au moment de la constitution il a été envisagé de désigner comme vingtième membre Jean-Pierre Rigord qui mit une condition expresse à son acceptation en exigeant que Mgr de Belsunce fit partie de ce nouvel établissement. Cette exigence ayant été acceptée, les académiciens arrivèrent ainsi au chiffre de vingt et un. Cette anomalie ne sera supprimée qu'en 1730 lors du retrait de Joseph Félix de Gravier qui ne sera pas remplacé : l'Académie reconnaissait par là qu'elle avait un membre de trop.
Après la mort de Chalamont de La Visclède en 1760, l'académie obtint de nouvelles lettres patentes en date du 6 mars 1766 qui transformèrent la compagnie en académie des belles-lettres, sciences et arts qui se composait de 30 membres répartis en nombre égal entre deux sections, celles des lettres et celle des sciences et des arts. Le terme « Arts » doit être pris au sens « arts mécaniques » car il existait à cette époque d'une part une Académie de peinture et de sculpture créée en 1752 sous l'impulsion des peintres Michel-François Dandré-Bardon et Jean-Joseph Kapeller et d'autre part une Académie de musique créée en 1717 dont les statuts seront approuvés par ordonnance du duc de Villars en date du 17 février 1719.
L'académie, comme toutes les sociétés savantes, sera supprimée par le décret de la Convention nationale du 8 août 1793. Un « conservatoire des arts » est créé en 1794 pour mettre en place un musée des beaux-arts et une bibliothèque publique. Claude-François Achard, ancien membre de l'académie, fait partie de ce conservatoire et œuvre pour le rétablissement de L'académie. Le conservatoire des arts prend en 1799 le nom de « lycée des arts et des sciences » qui se transforme en 1802 en académie des belles-lettres, des sciences et des arts. Achard est nommé secrétaire perpétuel. Le nombre d'académiciens est porté à 40.

## Siège
Les premières séances de la Compagnie se tiennent dans diverses bastides de la campagne marseillaise, notamment celle de Belombre édifiée en 1716 sur les bords de l'Huveaune au quartier Saint-Giniez. Située à l'actuel no 10 du boulevard Alexandre Dumas, cette bastide a appartenu à Mgr Belsunce puis à Pierre de Robineau membres fondateurs de L'Académie. Elle sera ensuite achetée en 1727 par Mme Pauline de Simiane, petite fille de Mme de Sévigné. Les assemblées publiques ou ordinaires se tiennent dans divers lieux : Évêché, Arsenal des galères, Observatoire et Chapelle des Bernardines.
Le siège actuel de l'Académie de Marseille se situe au no 40 de la rue Adolphe Thiers dans deux immeubles attenants dont l'un fut la maison natale d'Adolphe Thiers. Ces immeubles furent légués en 1902 à la Société savante marseillaise par Mlle Félicie Dosne, sœur d'Élise Dosne épouse de l'homme d'État. La première séance tenue dans ces nouveaux locaux eu lieu le 29 mai 1902. L'Académie dispose également d'une salle dans la Bibliothèque municipale à vocation régionale (Alcazar), cours Belsunce où elle tient ses séances.

## Organisation

### Directeurs-présidents
Porte le titre de directeur de 1726 à 1793, de président de 1799 à 1886, puis de directeur de 1887 à 2015 et de président-directeur depuis 2016.

#### Directeurs
- 1726 abbé Thomas Le Fournier
- 1726 Pierre de Robineau
- 1727 abbé Melchior de Croze
- 1728 chanoine Balthazar Eymar
- 1729 Antoine-Louis de Chalamont de La Visclède
- 1730 abbé Thomas Le Fournier
- 1731 comte Louis de Gouffier de Roanès
- 1732 Bénigne-Jérôme du Trousset d'Héricourt
- 1733 Félix Cary
- 1734 Jean Joseph de Gérin[10]
- 1735 Paul-Alexandre Dulard
- 1736 Pierre de Robineau
- 1737 Jean-Baptiste-Ignace-Elzéar de Sinety de Puylon
- 1738 Toussaint-Alphonse de Fortia de Piles
- 1739 Alexandre Jean-Baptiste de Boyer
- 1740 Jean Joseph de Gérin[10]
- 1741 Marcel de Lopis de La Fare
- 1742 Pierre de Robineau
- 1743 Paul-Alexandre Dulard
- 1744 Antoine-Louis de Chalamont de La Visclède
- 1745 chanoine Jean-François-Ange d'Eymar
- 1746 Jean-Baptiste Bertrand
- 1747 Louis Artaud
- 1748 Pierre de Robineau
- 1749 Louis-Étienne Ricard
- 1750 Jean-François de Bérenger de La Baume
- 1751 abbé Pierre Aillaud
- 1752 Paul-Alexandre Dulard
- 1753 Joseph de Saint-Michel
- 1754 Pierre-Augustin Guys
- 1755 Louis Artaud
- 1756 abbé Paul Augustin de Porrade
- 1757 Jean-Baptiste-Ignace-Elzéar de Sinety de Puylon
- 1758 Mathieu Nicolas de Bausset
- 1759 Nicolas Thomas Barthe
- 1760 abbé Pierre Aillaud
- 1761 Louis Artaud
- 1762 Louis-Jérôme de Suffren de Saint-Tropès
- 1763 Esprit-Joseph Séren
- 1764 Jacques Seimandy
- 1765 François Raymond
- 1766 Guillaume de Paul, lieutenant-général en la sénéchaussée
- 1767 abbé Louis François de Luminy
- 1768 François Raymond
- 1769 marquis Louis-Nicolas de Vento des Pennes
- 1770 Esprit-Joseph Séren
- 1771 Dominique Demende
- 1772 Pierre-Augustin Guys
- 1773 abbé Joseph Balthazar de Robineau de Beaulieu
- 1774 abbé Jacques-Louis-Auguste de Thomassin de Peynier
- 1775 Guillaume de Paul
- 1776 abbé Louis François de Luminy
- 1777 Charles-Michel Campion
- 1778 François Raymond
- 1779 R.P. Paul-Antoine Menc
- 1780 Jacques-Augustin Martin
- 1781 Père Jean-Pierre Papon
- 1782 Jean-Baptiste Grosson
- 1783 Guillaume de Saint-Jacques de Silvabelle
- 1784 Dominique Bertrand
- 1785 marquis Louis-Nicolas de Vento des Pennes
- 1786 Jacques Seimandy
- 1787 François Raymond
- 1788 Barthélemy Vidal
- 1789 Noguier de Malijay
- 1790 Claude-François Achard
- 1791 César Collé
- 1792 Joseph Thulis
- 1793 Joseph-Honoré Tollon, docteur en médecine

#### Présidents
- 17 germinal an VII Joseph Thulis
- 25 ventôse an VIII Guillaume de Saint-Jacques de Silvabelle
- 15 germinal an VIII Honoré-Antoine Richaud Martelly (en)
- 15 fructidor an VIII Claude-François Achard
- 25 ventôse an IX Charles-François Delacroix
- 5 vendém. an X Jean-Louis Ricard, Président du tribunal civil
- fructidor an X André-Louis-Esprit de Sinéty de Puylon
- 20 fruct. an XI Henri Camille Girard
- 18 fruct. an XII Jean-Marie Borelly, ancien professeur d'éloquence
- 1805 Antoine Claire Thibaudeau
- 1806 Antoine-Ignace Anthoine
- 1807 Abraham-Moïse Joyeuse
- 1808 Jean-Louis Ricard
- 1809 Louis de Permon
- 1810 André-Louis-Esprit de Sinéty de Puylon
- 1811 Antoine Pascalis
- 1812 Simon-Célestin Croze-Magnan
- 1813 Jean-Baptiste Lautard
- 1814 marquis de Lyle Saint-Martin
- 1815 Simon-Célestin Croze-Magnan
- 1816 Jean-Joseph Abeille
- 1817 Christophe de Villeneuve-Bargemon
- 1818 Jean-Joseph Rigordy
- 1819 Antoine Pascalis, général
- 1820 Jean-Baptiste de Montgrand
- 1821 Jean-François Fortuné Réguis, procureur du roi
- 1822 Paul Autran
- 1823 Christophe de Villeneuve-Bargemon
- 1824 chevalier Louis du Demaine
- 1825 Vincent Joseph Martin
- 1826 Jean-François Fortuné Réguis
- 1827 Jean-Baptiste de Montgrand
- 1828 Paul Autran
- 1829 Christophe de Villeneuve-Bargemon
- 1829 Louis du Demaine
- 1830 Joseph Charles André d'Arbaud-Jouques
- 1830 Louis-Dominique-Laurent Audiffret, avocat
- 1831 Joseph Antoine Thomas
- 1831 Hippolyte de Villeneuve-Flayosc
- 1832 Jean-François Fortuné Réguis
- 1833 Jean-Baptiste de Montgrand
- 1834 Pierre-Jean-Baptiste Albrand, avoué
- 1835 Louis-Joseph-Marie Robert, médecin
- 1836 François Negrel-Féraud
- 1837 Jean-Baptiste de Montgrand
- 1838 Nicolas Toulouzan, professeur au collège royal
- 1839 Jean-François Fortuné Réguis, Président du tribunal civil
- 1840 Louis-Dominique-Laurent Audiffret
- 1840 Louis du Demaine
- 1841 Pierre-Jean-Baptiste Albran, avoué
- 1842 Jean-Baptiste de Montgrand
- 1843 Jacques Jean-Baptiste Dieuset, ancien directeur des contributions directes
- 1844 Jean Antoine Firmin Catelin, lieutenant de vaisseau
- 1845 Jean-François Fortuné Réguis
- 1846 Louis Méry
- 1847 Dominique Miège, ancien consul
- 1848 Louis du Demaine
- 1849 Joseph Tempier, avoué
- 1850 Louis-Dominique-Laurent Audiffret, avocat
- 1851 Gaston de Flotte
- 1852 Édouard Luce
- 1853 Pierre-Jean-Baptiste Albran
- 1854 Jean-Anselme-Bernard Mortreuil, juge de paix
- 1855 abbé Jacques Jeancard (de), chanoine, vicaire général
- 1856 Timothée Patot
- 1857 Alexandre Clapier
- 1858 Marius-Martin Plauche, ancien régisseur de la manufacture des tabacs
- 1859 François Auguste Morren, doyen de la faculté des sciences
- 1860 Louis Méry
- 1861 Victor-Adolphe-Théodore Carpentin, commissaire près le conseil de guerre
- 1862 abbé Louis-Toussaint Dassy
- 1863 Auguste Laforêt
- 1864 abbé Marc-Antoine Bayle, aumônier du lycée
- 1865 Jules-Alphonse-Joseph Itier, ancien receveur général des douanes
- 1866 abbé Louis-Stanislas Xavier Barthélemy Aoust, professeur à la faculté des sciences
- 1867 Jean-Anselme-Bernard Mortreuil
- 1868 Philippe Matheron, ingénieur civil
- 1869 Jacques-Thomas Bory
- 1870 Joseph Amédée Autran, vice-président du tribunal civil
- 1871 Philippe Matheron
- 1872 Pierre-Antoine Favre, doyen de la faculté des sciences
- 1873 Hippolyte de Villeneuve-Flayosc
- 1874 Joseph Pierre Eutrope Coste, directeur de l'école de médecine
- 1874 Sébastien Berteaut, ancien secrétaire de la chambre de commerce
- 1875 Louis Ferdinand Meynier, avocat
- 1875 abbé Louis-Stanislas Xavier Barthélemy Aoust
- 1876 Camille Rogier
- 1877 Louis Blancard
- 1878 Joseph Amédée Autran
- 1879 Gustave Rousset
- 1880 Ludovic Legré
- 1881 Édouard Stephan
- 1882 Albert Verger
- 1883 Alexis Rostand
- 1884 Louis Blancard
- 1885 Dominique Antoine Magaud
- 1886 Eugène Rostand

#### Directeurs
- 1887 Gaston de Saporta
- 1888 Jean-Louis Barthélemy
- 1889 Antoine de Jessé-Charleval
- 1890 Louis Rampal / Pierre Trabaud
- 1891 Charles Vincens
- 1892 Charles-Marie Livon
- 1893 Ludovic Legré
- 1894 Antoine Ricard
- 1895 Édouard Stephan
- 1896 Auguste Prou-Gaillard
- 1897 Alphonse Moutte
- 1898 Antoine-Fortuné Marion
- 1899 Pierre de Rossi
- 1900 Charles Champoiseau
- 1901 Jules Macé de Lepinay
- 1902 Émile Penchinat
- 1903 Michel Clerc
- 1904 Georges Bry
- 1905 Antoine de Jessé-Charleval
- 1906 Jules Cantini
- 1907 Henri de Montricher
- 1908 Édouard Marie Heckel
- 1909 ferdinand Servian
- 1910 Léon Perdrix
- 1911 Jean-François de Marin de Carranrais
- 1912 Étienne Martin
- 1913 Victor Jamet
- 1914 Émile Perrier
- 1915 Jules Joseph Dominique Goudareau
- 1916 Bernard
- 1917 José Silbert
- 1918 Paul Barlatier
- 1919 Joseph-Xavier Fournier
- 1920 Louis Houllevigue
- 1921 Henri Alezais
- 1922 Marie Joseph Pierre Jauffret
- 1923 Henry de Gérin-Ricard
- 1924 Émile Ripert
- 1925 Paul Masson
- 1926 Adrien Artaud
- 1927 Charles Delanglade
- 1928 Louis Laurent
- 1929 Jean-Baptiste Samat
- 1930 Joseph Répelin
- 1931 Ernest Marguery
- 1932 Jacques Léotard
- 1933 Charles Auguste Hippolyte Heyraud
- 1934 Henri Brenier
- 1935 Henri Fabre
- 1936 Georges David
- 1937 Paul Coste
- 1938 Léon Imbert
- 1939 Henri Urtin
- 1940 Louis-Zéphirin Victor Faure-Durif
- 1941 Gaston Rambert
- 1942 Léon Bancal
- 1950 Pierre Choux
- 1951 Élie-Jean Vézien
- 1952 Jean Reynaud
- 1953 Gabriel Marie
- 1954 Robert de Vernejoul
- 1955 Georges Corroy
- 1956 Charles Mourre
- 1957 Michel Carlini
- 1959 Francis Chamant
- 1960 Édouard Rastoin
- 1961 Paul Ardouin
- 1962 Charles Félix André Mattéi
- 1963 Pierre Guiral
- 1964 Jacques Marchand
- 1965 Pierre Choux
- 1966 Henry Bonnefoy
- 1967 Louis Pierrein
- 1968 Charles Toinon
- 1969 Albert Detaille
- 1970 Henri Muchart
- 1971 Paul Arrighi
- 1972 José Pinatel
- 1973 Louis Daniel
- 1974 et 1975 André Heurté
- 1976 Joseph Alliez
- 1977 André-Pierre Hardy
- 1978 Édouard Rastoin
- 1979 Constant Vautravers
- 1980 Madeleine Villard
- 1981 Georges Bergoin
- 1982 Louis Pierrein
- 1983 Arnaud Ramière de Fortanier
- 1984 Odette Singla
- 1985 Félix Reynaud
- 1986 Marius Audier
- 1987 Joseph Alliez
- 1988 Gilbert Bonnardel
- 1989 Jacques Boudouresque
- 1990 Jean Vague
- 1991 Jean Chélini
- 1992 Paul Fabre
- 1993 Constant Vautravers
- 1994 Odette Singla
- 1995 Paul Amargier
- 1996 Madeleine Villard
- 1997 Bernard Barbier
- 1998 Bernard Goupil
- 1999 Jacqueline Duchêne
- 2000 Robert Devin
- 2001 Jean Chélini
- 2002 Jacques Metzger
- 2003 Raymond Dodre
- 2004 Gaston Gasparri
- 2005 et 2006 Georges Serratrice
- 2007 Pierre Échinard
- 2008 Daniel Drocourt
- 2009 et 2010 Jean Raoul Monties
- 2011 Éliane Richard
- 2012 François Clarac
- 2013 Daniel Drocourt
- 2014 François Clarac
- 2015 Raymond Dodre

#### Président-directeurs
- 2016 Élisabeth Mognetti[11]
- 2017 Patrick Boulanger
- 2018 Bruno Argémi
- 2019 et 2020 Bernard Tramier
- 2020 et 2021 Jean-Nöel Bret
- 2022 Élisabeth Mognetti
- 2023 et 2024 Marina Lafon-Borelli
- 2025 Michel Marcelin

### Secrétaires perpétuels
| Date                   | Nom                                       | Nom                                       | Métier                                                                 | Métier                                                                 | Métier                                                                 |
| 1726-1760              | Antoine-Louis de Chalamont de La Visclède | Antoine-Louis de Chalamont de La Visclède | écrivain                                                               | écrivain                                                               | écrivain                                                               |
| 1760                   | Paul-Alexandre Dulard                     | Paul-Alexandre Dulard                     | poète                                                                  | poète                                                                  | poète                                                                  |
| 1760-1768              | Honoré-César Ricaud                       | Honoré-César Ricaud                       | poète et négociant                                                     | poète et négociant                                                     | poète et négociant                                                     |
| Section belles-lettres | Section belles-lettres                    | Section belles-lettres                    | Section sciences                                                       | Section sciences                                                       | Section sciences                                                       |
| Date                   | Nom                                       | Métier                                    | Date                                                                   | Nom                                                                    | Métier                                                                 |
| 1768-1774              | François-Ange d'Eymar                     | chanoine                                  | 1768-1782                                                              | Jean-Raymond Mouraille                                                 | astronome                                                              |
| 1781-1784              | Pierre-Augustin Guys                      | négociant, voyageur et écrivain           | 1782-1785                                                              | Joseph Balthazar de Robineau de Beaulieu                               | chanoine                                                               |
| 1784-1787              | Dominique Audibert                        | négociant                                 | 1785-1787                                                              | Dominique Bertrand                                                     | directeur de la Compagnie d'Afrique                                    |
| 1787-1793              | Joseph Capus                              | avocat                                    | 1787-1793                                                              | Joseph-Pons Bernard                                                    | directeur adjoint de l'Observatoire                                    |
| 1803-1809              | Claude-François Achard                    | médecin, lexicographe, érudit             | 1803-1809                                                              | André-Louis-Esprit de Sinéty de Puylon                                 | agronome, poète                                                        |
| 1809-1817              | Casimir Rostan                            | Botaniste                                 | 1811-1816                                                              | Jean-Vincent Martin                                                    | philologue, négociant                                                  |
| 1817-1818              | Simon-Célestin Croze-Magnan               | bibliothécaire                            | 1816-1855                                                              | Jean-Baptiste Lautard                                                  | médecin                                                                |
| 1818-1840              | Louis-François Jauffret                   | bibliothécaire, journaliste, écrivain     | 1856-1866                                                              | Joseph Tempier                                                         | avoué                                                                  |
| 1841-1869              | Paul Autran                               | négociant                                 | 1866-1869                                                              | Louis-Toussaint Dassy                                                  | fondateur de l'institut des jeunes aveugles                            |
| Date                   | Nom                                       | Nom                                       | Métier                                                                 | Métier                                                                 | Métier                                                                 |
| 1869-1888              | Louis-Toussaint Dassy                     | Louis-Toussaint Dassy                     | fondateur de l'Institut des jeunes aveugles                            | fondateur de l'Institut des jeunes aveugles                            | fondateur de l'Institut des jeunes aveugles                            |
| 1889-1902              | Louis Blancard                            | Louis Blancard                            | numismate                                                              | numismate                                                              | numismate                                                              |
| 1902-1904              | Ludovic Legré                             | Ludovic Legré                             | avocat, bâtonnier, botaniste                                           | avocat, bâtonnier, botaniste                                           | avocat, bâtonnier, botaniste                                           |
| 1904-1909              | Émile Penchinat                           | Émile Penchinat                           | avocat, homme de lettres                                               | avocat, homme de lettres                                               | avocat, homme de lettres                                               |
| 1909-1940              | Stanislas Gamber                          | Stanislas Gamber                          | ecclésiastique, professeur, écrivain                                   | ecclésiastique, professeur, écrivain                                   | ecclésiastique, professeur, écrivain                                   |
| 1941-1948              | Joseph-Xavier Fournier                    | Joseph-Xavier Fournier                    | archiviste                                                             | archiviste                                                             | archiviste                                                             |
| 1949-1956              | Raymond Bourgarel-Prou-Gaillard           | Raymond Bourgarel-Prou-Gaillard           | chanoine                                                               | chanoine                                                               | chanoine                                                               |
| 1956-1967              | André Bouyala d'Arnaud                    | André Bouyala d'Arnaud                    | bibliothécaire, écrivain                                               | bibliothécaire, écrivain                                               | bibliothécaire, écrivain                                               |
| 1967-1990              | Francis Chamant                           | Francis Chamant                           | directeur général des services administratifs de Marseille, professeur | directeur général des services administratifs de Marseille, professeur | directeur général des services administratifs de Marseille, professeur |
| 1990-2005              | Georges Bergoin                           | Georges Bergoin                           | capitaine de vaisseau                                                  | capitaine de vaisseau                                                  | capitaine de vaisseau                                                  |
| Section lettres        | Section lettres                           | Section lettres                           | Section sciences                                                       | Section sciences                                                       | Section sciences                                                       |
| Date                   | Nom                                       | Métier                                    | Date                                                                   | Nom                                                                    | Métier                                                                 |
| 2005-                  | Jean Chélini                              | historien                                 | 2005-                                                                  | Henri Tachoire                                                         | Spécialiste chimie physique                                            |

## Membres

### Membres fondateurs
|     | Nom                                           | Métier                                |
| --- | --------------------------------------------- | ------------------------------------- |
| 1   | Antoine-Louis de Chalamont de La Visclède     | écrivain                              |
| 2   | Pierre de Robineau                            | commissaire des guerres               |
| 3   | Hector-Léonard de Sainte-Colombe de L'Aubépin | chef d'escadre des galères            |
| 4   | François-Xavier de Belsunce de Castelmoron    | évêque de Marseille                   |
| 5   | Jean-Baptiste Bertrand                        | médecin                               |
| 6   | Félix Cary                                    | numismate et écrivain                 |
| 7   | Melchior de Croze                             | religieux de l'abbaye de Saint-Victor |
| 8   | Paul-Alexandre Dulard                         | poète                                 |
| 9   | Jean-Baptiste Dupont                          | abbé                                  |
| 10  | Balthazar Eymar                               | chanoine                              |
| 11  | Jean Joseph de Gérin                          | lieutenant général de l'Amirauté      |
| 12  | Thomas Le Fournier                            | religieux de l'abbaye de Saint-Victor |
| 13  | Claude-Mathieu Olivier                        | avocat et poète                       |
| 14  | Jean-André Peyssonnel                         | médecin et naturaliste                |
| 15  | Charles de Peyssonnel                         | avocat                                |
| 16  | Paul Augustin de Porrade                      | érudit                                |
| 17  | Jean-Pierre Rigord                            | subdélégué de l'intendant de Provence |
| 18  | Charles Raffélis de Soissans                  | religieux de l'abbaye de Saint-Victor |
| 19  | Marc-Antoine Taxil                            | poète                                 |
| 20  | Joseph-Louis de Vaccon                        | chanoine de la cathédrale de la Major |
| 14* | Joseph-Félix de Gravier                       | avocat                                |

### Membres actuels
| Fauteuil | Membre                   | Date d'élection | Profession |
| -------- | ------------------------ | --------------- | --- |
| 1        | Xavier Daumalin          | 2022            | Professeur d'histoire contemporaine, histoire économique                                                                |
| 2        | François Clarac          | 2006            | Directeur de recherche émérite au CNRS                                                                                  |
| 3        | Elisabeth Mognetti       | 2004            | Archiviste paléographe                                                                                                  |
| 4        | Marc Sentis              | 2004            | Physicien |
| 5        | René Faure               | 2020            | Général de brigade |
| 6        | Jean Guyon (historien)   | 2007            | Archéologue et historien                                                                                                |
| 7        | Luc Long                 | 2016            | Archéologue Conservateur en chef du Patrimoine                                                                          |
| 8        | Nardo Vicente            | 1998            | Professeur de biologie marine, responsable scientifique de l'Institut océanographique Paul Ricard dans l'Île des Embiez |
| 9        | André Stern              | 2014            | Architecte urbaniste |
| 10       | Catherine Grolière       | 2013            | Ancien ingénieur de Recherche au CNRS                                                                                   |
| 11       | Catherine Dureuil        | 2020            | Archéologue |
| 12       | Michel Marcelin          | 2021            | Astrophysicien |
| 13       | Marina Lafon-Borelli     | 2019            | Médecin |
| 14       | Régis Bertrand           | 2012            | Professeur émérité d'histoire moderne                                                                                   |
| 15       | Thierry Tatoni           | 2021            | Professeur d'écologie                                                                                                   |
| 16       | Christian Cottet         | 2011            | Capitaine de vaisseau                                                                                                   |
| 17       | Renée Dray-Bensousan     | 2017            | Historienne |
| 18       | Monique Giffard-Generosi | 2021            | Avocate |
| 19       | Raymond Dodré            | 1999            | Pasteur de l'église réformée de Marseille                                                                               |
| 20       | Henry de Lumley          | 1987            | Directeur de l'Institut de Paléontologie humaine                                                                        |
| 21       | Hubert-Jean Ceccaldi     | 1999            | Ancien directeur de l'école pratique des hautes études                                                                  |
| 22       | Patrick Cozzone          | 2011            | Fondateur et directeur de centre de Résonance Magnétique Biologique et Médicale du CNRS                                 |
| 23       | Marc Borgnetta           | 2019            | Médecin |
| 24       | Remo Mugnaioni           | 2024            | Assyriologue, titulaire de la chaire "Langues et civilisations de l'Orient Ancien" Aix-Marseille Université             |
| 25       | Bernard Tramier          | 2006            | Ancien administrateur délégué de la fondation Total pour la biodiversité de la mer                                      |
| 26       | Jean Chélini             | 1974            | Professeur émérite d'histoire, directeur de l'Institut de Droit et d'Histoire canoniques.                               |
| 27       | Éliane Richard           | 2009            | Maître de conférence honoraire d'Histoire contemporaine                                                                 |
| 28       | Patrick Boulanger        | 2011            | Conservateur du Patrimoine                                                                                              |
| 29       | Henri Tachoire           | 2001            | Professeur émérite de Chimie                                                                                            |
| 30       | Daniel Armogathe         | 2018            | Universitaire |
| 31       | Marc Gensollen           | 2013            | Médecin psychiatre |
| 32       | André Gabriel            | 2021            | Tambourinaire |
| 33       | Emmanuel Laugier         | 2021            | Directeur de l'Atelier du patrimoine de la ville de Marseille                                                           |
| 34       | Jean-Noël Bret           | 2015            | Historien de l'art |
| 35       | Evelina Pitti            | 2020            | Pianiste concertiste |
| 36       | Gérard Detaille          | 2013            | Photographe, illustrateur et éditeur                                                                                    |
| 37       | Danièle Giraudy          | 2006            | Directrice honoraire des musées de Marseille                                                                            |
| 38       | Jean-Noël Cain           | 2001            | Médecin psychiatre |
| 39       | Jean-Claude Gaudin       | 2001            | Maire de Marseille |
| 40       | Didier Rogeon            | 2022            | Architecte |